# 白金台
白金台（しろかねだい）は、東京都港区の地名。現行行政地名は白金台一丁目から白金台五丁目。高輪地区総合支所管内に属する地域である。住居表示実施済区域。

## 概要
東京都港区の西南端に位置し、西部で渋谷区恵比寿・品川区上大崎・東五反田に隣接し、東部で高輪に、北部で白金にそれぞれ接する。目黒通りと外苑西通り・桜田通り（国道1号）沿いには商店・マンションが点在する。町内には、歴史的建造物が所在する明治学院がある。
武蔵野台地の東縁に所在する住宅地の一つであり、住宅地として好適な環境を持つ土地として知られてきたが、バブル景気後半頃より洒落たレストランやカフェ、ブティックが目立ち始め、それらに伴い高級マンションが建つようになり、近年は高所得の住民が増加している。いわゆる、高級住宅街として知られる。その一部の女性住民がマスコミにより「シロガネーゼ」として取り上げられた。
俗に「しろがねだい」と読まれる場合があるが、町名の正しい読みは「しろかねだい」である。「白金 (東京都港区)#「白金」の読み」も参照。
歴史的には、白金御料地と呼ばれ、近世には高松藩松平家の下屋敷があった。明治期には日本初の大規模屠殺場が開かれ、陸軍の火薬庫が一時置かれ、後に皇室財産（旧朝香宮邸）となっている。

## 地価
住宅地の地価は、2025年（令和7年）1月1日の公示地価によれば、白金台2-13-2の地点で156万円/m2、白金台3-16-10の地点で470万円/m2、白金台4-16-4の地点で132万円/m2となっている。

## 歴史

### 沿革
- 応永年間（1394年-1428年）、南朝の雑色であった柳下上総介が当地に館（白金長者屋敷）を構え[7]、白金村を開いたと伝わる。白金村は武蔵国豊島郡と荏原郡の境界線上にあったため長いこと所属が定まらず、江戸時代は入会地とされた。
- 1651年（慶安4年）：現在の目黒通り沿いに形成された町屋が白金村より分離し、白金台町一丁目〜十一丁目が成立する。
- 1713年（正徳3年）：新たに町奉行支配となる。
- 1867年（慶応3年）：外国人に牛肉を供給していた中川嘉兵衛が、江戸荏原郡今里村（後の芝白金今里町、現在の白金台二丁目）に屠牛場（後の「東京共有屠牛場」）を設立。これが江戸・東京における最初の近代的屠場であった[8]。芝浦屠場も参照。
- 1868年（明治元年）：東京府成立に伴い、白金台町は東京府の所属となる。
- 1869年（明治2年）：白金台町六丁目に白金瑞聖寺門前を合併する。
- 1873年（明治6年）：白金台町一丁目〜五丁目に瑞聖寺の敷地を合わせて新たに白金台町一丁目とし、白金台町六丁目〜十一丁目に白金御料地を合わせて白金台町二丁目とした。白金海軍墓地開設[9]。
- 1878年（明治11年）：芝区の成立に伴い、東京府芝区白金台町となる。
- 1887年（明治20年）：東京府から私立明治学院の設置が認可され、白金今里町（現在の東京都港区白金台1-2-37）に開設される。
- 1889年（明治22年）：5月1日 東京市の成立に伴い、東京市芝区白金台町となる。
- 1912年（明治45年）：神田橋より白金火薬庫前（現：上大崎）まで東京市電が開通する。
- 1947年（昭和22年）：芝区が赤坂区・麻布区と合併し、新たに港区が成立する。それに伴い町名に「芝」の冠称がつき、港区芝白金台町となる。
- 1952年（昭和27年）：白金海軍墓地が学校法人明治学院に買収される[9]。
- 1967年（昭和42年）12月10日：白金台の都電が廃止される（5系統・目黒駅前 - 白金台町 - 永代橋）。
- 1969年（昭和44年）1月1日：住居表示実施。従来の芝白金台町に周辺の芝白金三光町・芝白金今里町・芝白金猿町・芝二本榎西町などを合わせて、現在の白金台（しろかねだい）成立。
- 2000年（平成12年）9月26日：地下鉄南北線・三田線白金台駅が開業。

### 変遷
| 実施後       | 実施年月日   | 実施前（各町名ともその一部）                     |
| ------------ | ------------ | ------------------------------------------------ |
| 白金台一丁目 | 1969年1月1日 | 芝白金台町一丁目、芝白金今里町                   |
| 白金台二丁目 | 1969年1月1日 | 芝白金今里町、芝白金猿町、芝二本榎西町           |
| 白金台三丁目 | 1969年1月1日 | 芝白金台町一丁目、芝白金台町二丁目、芝白金今里町 |
| 白金台四丁目 | 1969年1月1日 | 芝白金台町一丁目、芝白金台町二丁目、芝白金三光町 |
| 白金台五丁目 | 1969年1月1日 | 芝白金台町二丁目、芝白金三光町                   |

## 世帯数と人口
2025年（令和7年）4月1日現在（港区発表）の世帯数と人口は以下の通りである。
| 丁目         | 世帯数    | 人口     |
| ------------ | --------- | -------- |
| 白金台一丁目 | 511世帯   | 1,047人  |
| 白金台二丁目 | 1,602世帯 | 2,955人  |
| 白金台三丁目 | 1,912世帯 | 3,839人  |
| 白金台四丁目 | 1,168世帯 | 2,090人  |
| 白金台五丁目 | 1,137世帯 | 2,010人  |
| 計           | 6,330世帯 | 11,941人 |

### 人口の変遷
国勢調査による人口の推移。
| 年                 | 人口   |
| ------------------ | ------ |
| 1995年（平成7年）  | 9,130  |
| 2000年（平成12年） | 9,241  |
| 2005年（平成17年） | 9,864  |
| 2010年（平成22年） | 10,002 |
| 2015年（平成27年） | 11,328 |
| 2020年（令和2年）  | 11,274 |

### 世帯数の変遷
国勢調査による世帯数の推移。
| 年                 | 世帯数 |
| ------------------ | ------ |
| 1995年（平成7年）  | 3,937  |
| 2000年（平成12年） | 4,340  |
| 2005年（平成17年） | 4,941  |
| 2010年（平成22年） | 4,891  |
| 2015年（平成27年） | 5,676  |
| 2020年（令和2年）  | 5,806  |

## 学区
区立小・中学校に通う場合、学区は以下の通りとなる（2022年4月現在）。
| 丁目         | 番地           | 小学校             | 中学校             |
| ------------ | -------------- | ------------------ | ------------------ |
| 白金台一丁目 | 全域           | 港区立白金小学校   | 港区立高松中学校   |
| 白金台二丁目 | 全域           | 港区立白金小学校   | 港区立高松中学校   |
| 白金台三丁目 | 全域           | 港区立白金小学校   | 港区立高松中学校   |
| 白金台四丁目 | 1〜5番 7〜19番 | 港区立白金小学校   | 港区立高松中学校   |
| 白金台四丁目 | 6・20番        | 港区立白金の丘学園 | 港区立白金の丘学園 |
| 白金台五丁目 | 1〜12番        | 港区立白金の丘学園 | 港区立白金の丘学園 |
| 白金台五丁目 | 13〜25番       | 港区立白金小学校   | 港区立高松中学校   |

## 事業所
2021年（令和3年）現在の経済センサス調査による事業所数と従業員数は以下の通りである。
| 丁目         | 事業所数  | 従業員数 |
| ------------ | --------- | -------- |
| 白金台一丁目 | 64事業所  | 2,860人  |
| 白金台二丁目 | 138事業所 | 1,031人  |
| 白金台三丁目 | 182事業所 | 2,408人  |
| 白金台四丁目 | 125事業所 | 1,737人  |
| 白金台五丁目 | 233事業所 | 2,104人  |
| 計           | 742事業所 | 10,140人 |

### 事業者数の変遷
経済センサスによる事業所数の推移。
| 年                 | 事業者数 |
| ------------------ | -------- |
| 2016年（平成28年） | 689      |
| 2021年（令和3年）  | 742      |

### 従業員数の変遷
経済センサスによる従業員数の推移。
| 年                 | 従業員数 |
| ------------------ | -------- |
| 2016年（平成28年） | 8,969    |
| 2021年（令和3年）  | 10,140   |

## 施設・名所

### 白金台一丁目
- 明治学院大学（明治学院インブリー館、明治学院記念館、明治学院礼拝堂）
- 明治学院高等学校
- 清正公（覚林寺）
- シェラトン都ホテル東京
- 八芳園（旧久原房之助邸）
- スパ白金
- 港区立白金小学校
- 桑原坂
- 日吉坂
- 古地老稲荷神社

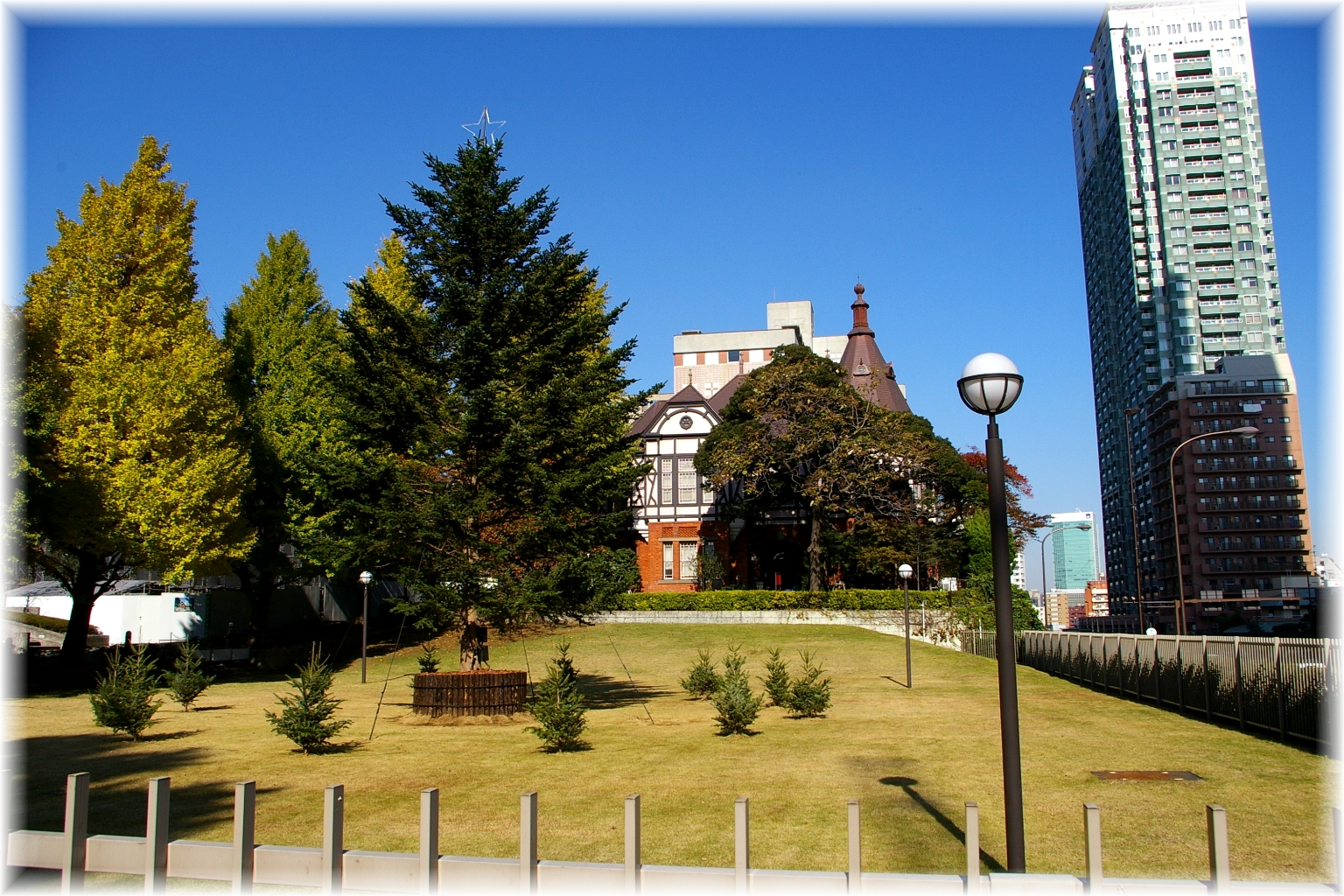
明治学院大学
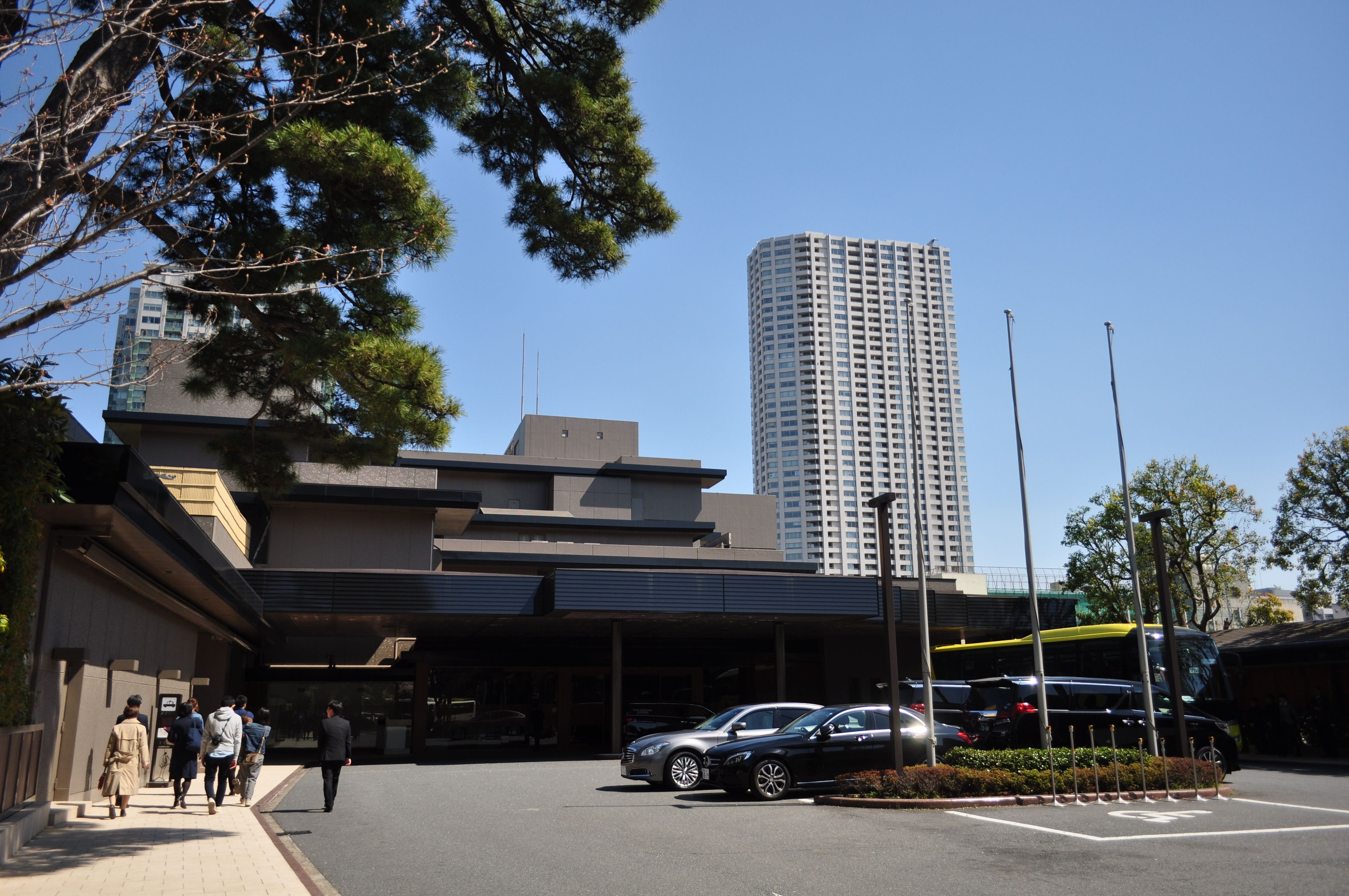
八芳園（2018年3月30日撮影）
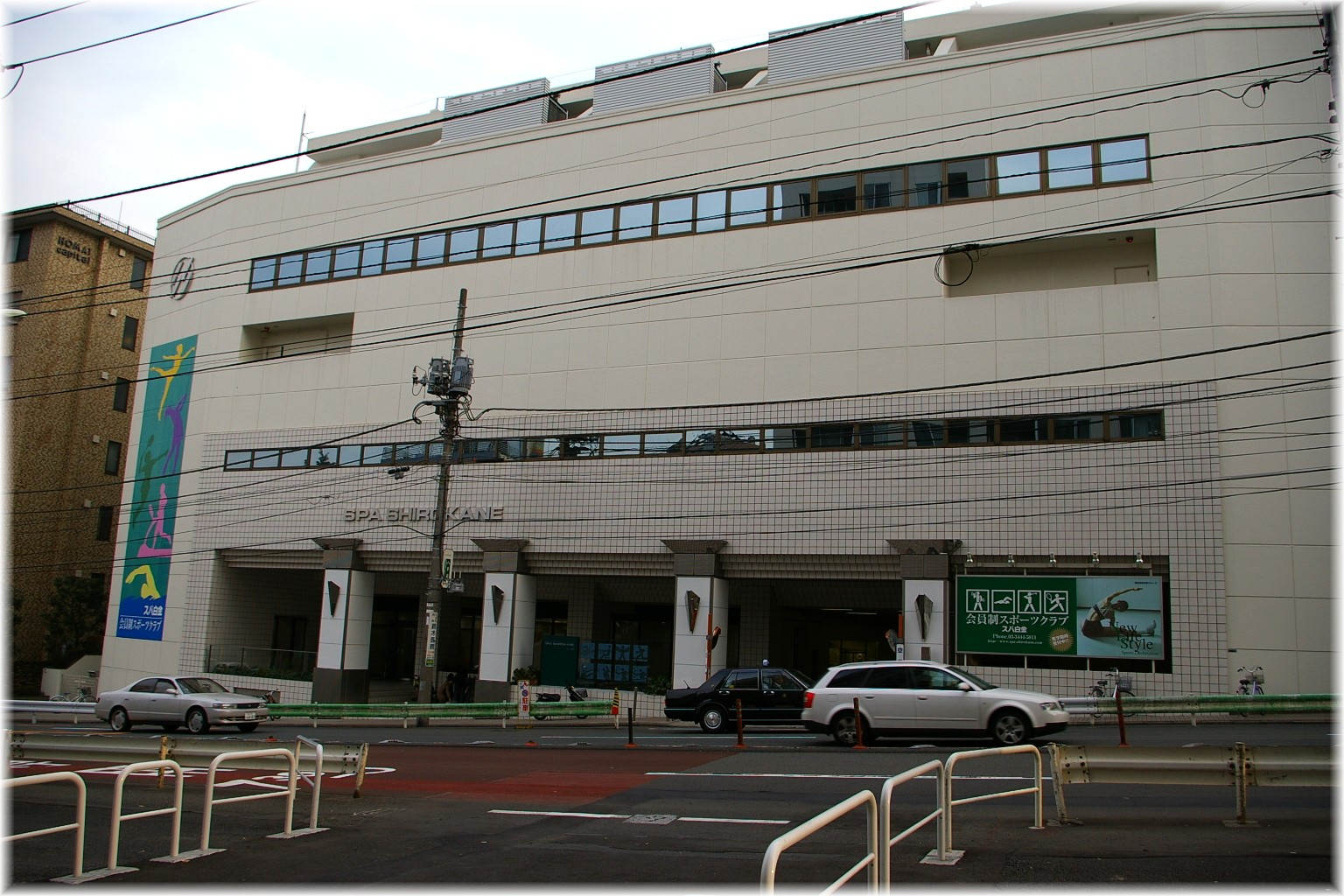
スパ白金
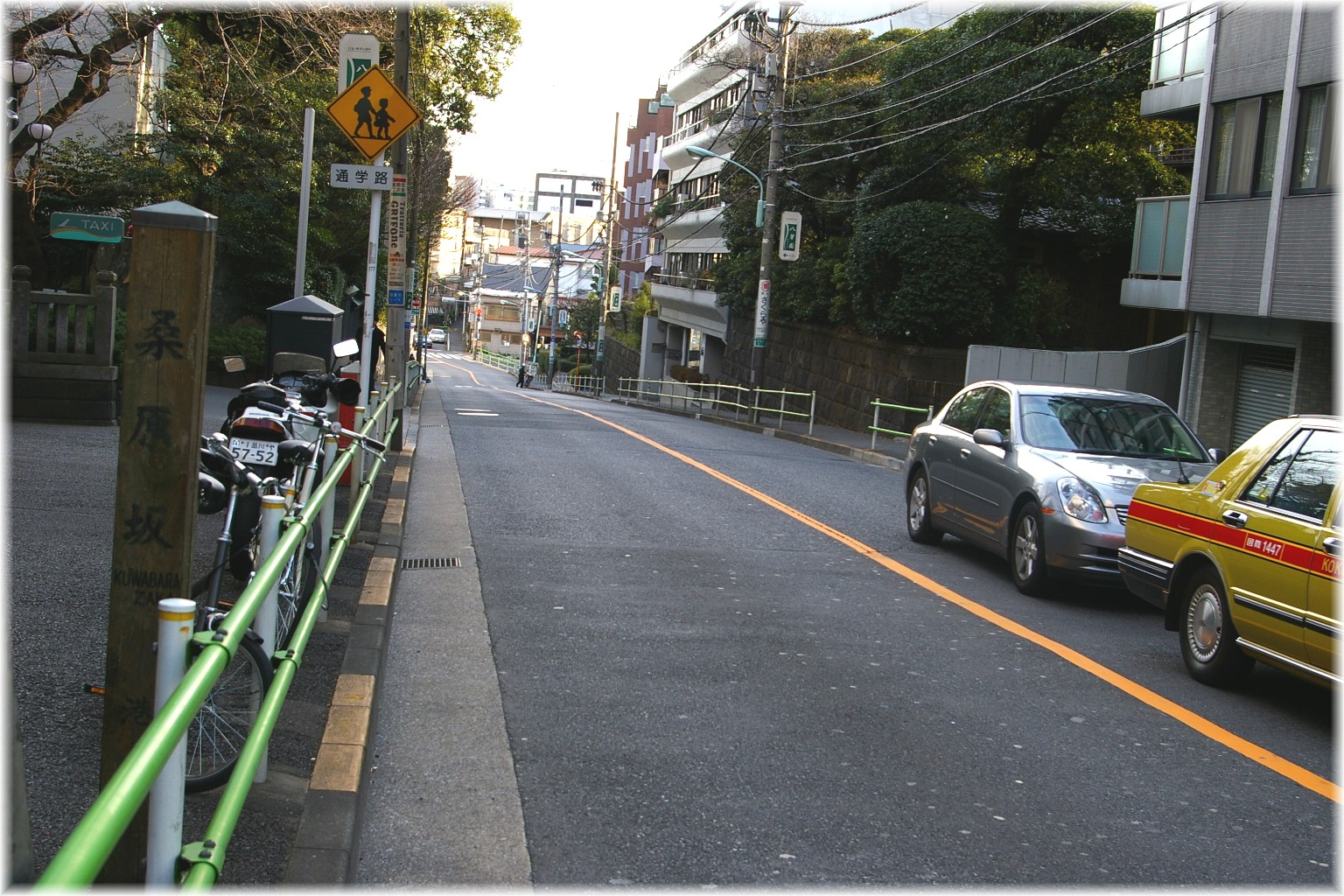
桑原坂

### 白金台二丁目
- 畠山記念館
- 高輪台駅
- 頌栄女子学院中学校・高等学校

### 白金台三丁目
- 港白金台郵便局

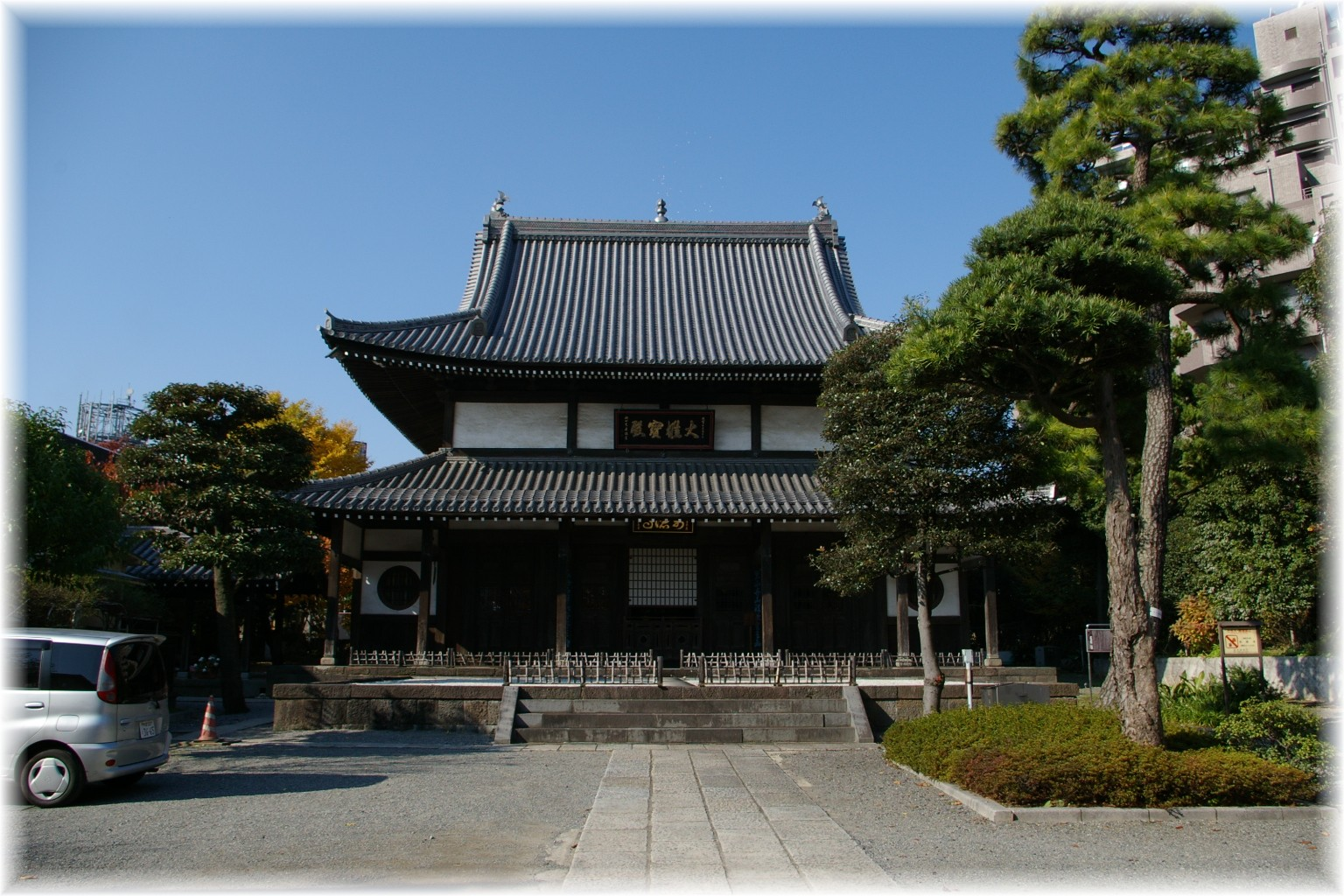
瑞聖寺
- 妙円寺

- 瑞聖寺

### 白金台四丁目
- 港区立郷土歴史館（ゆかしの杜、旧：国立公衆衛生院）
- 東京大学医科学研究所
- 白金台駅
- 白金台STビル
  - エリトリア大使館
- 港区立白金台児童館

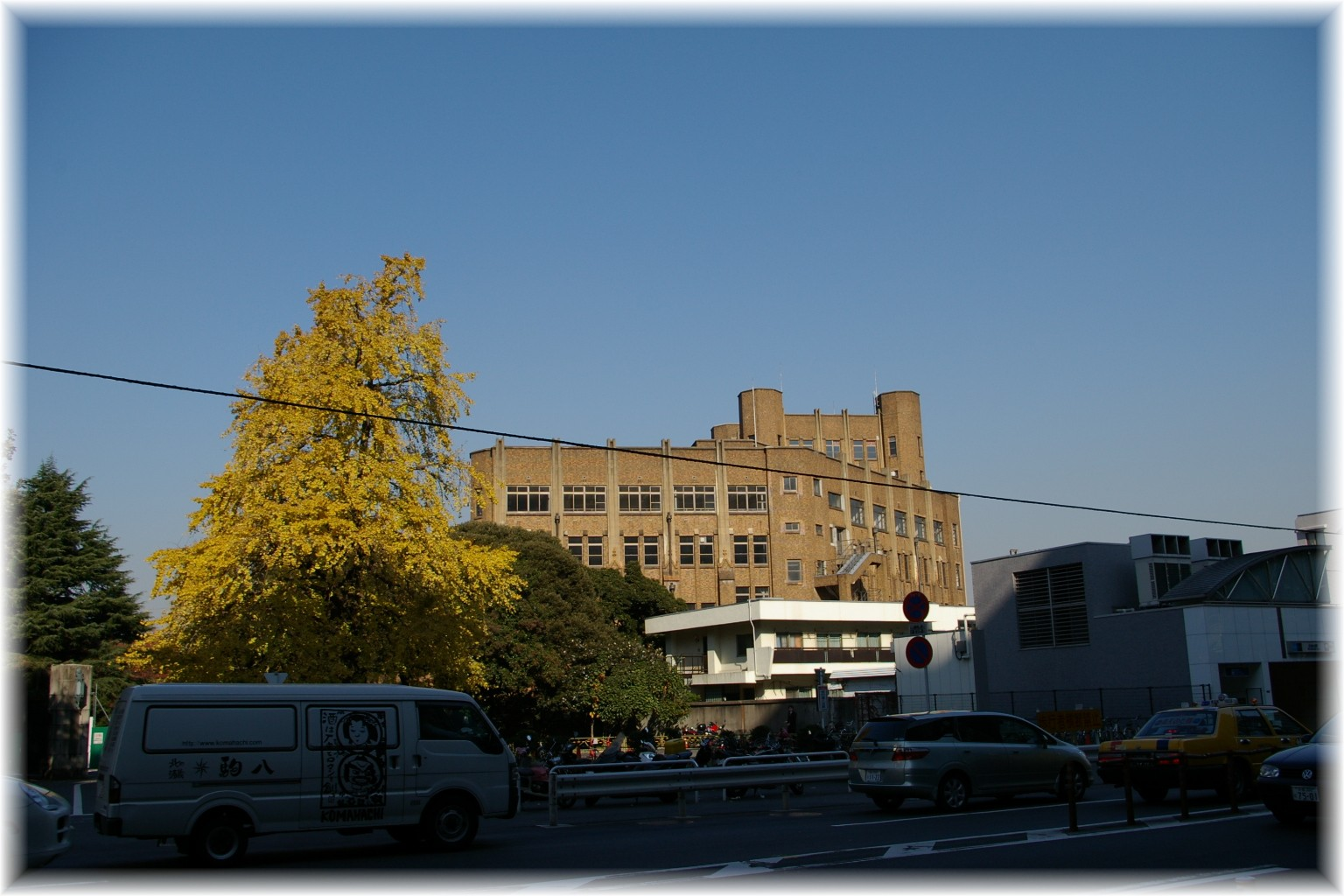
旧国立公衆衛生院
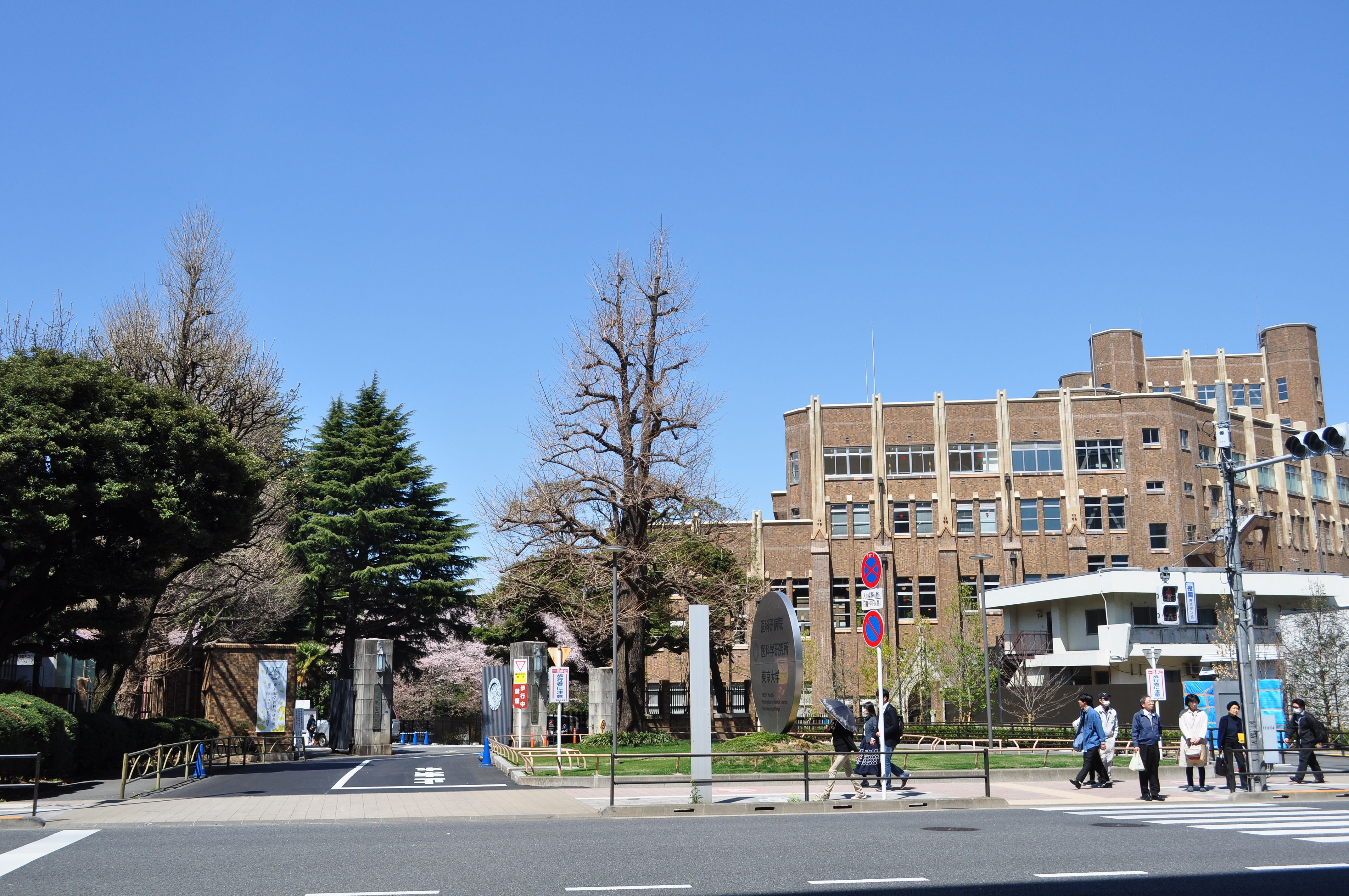
東京大学医科学研究所（2018年3月30日撮影）
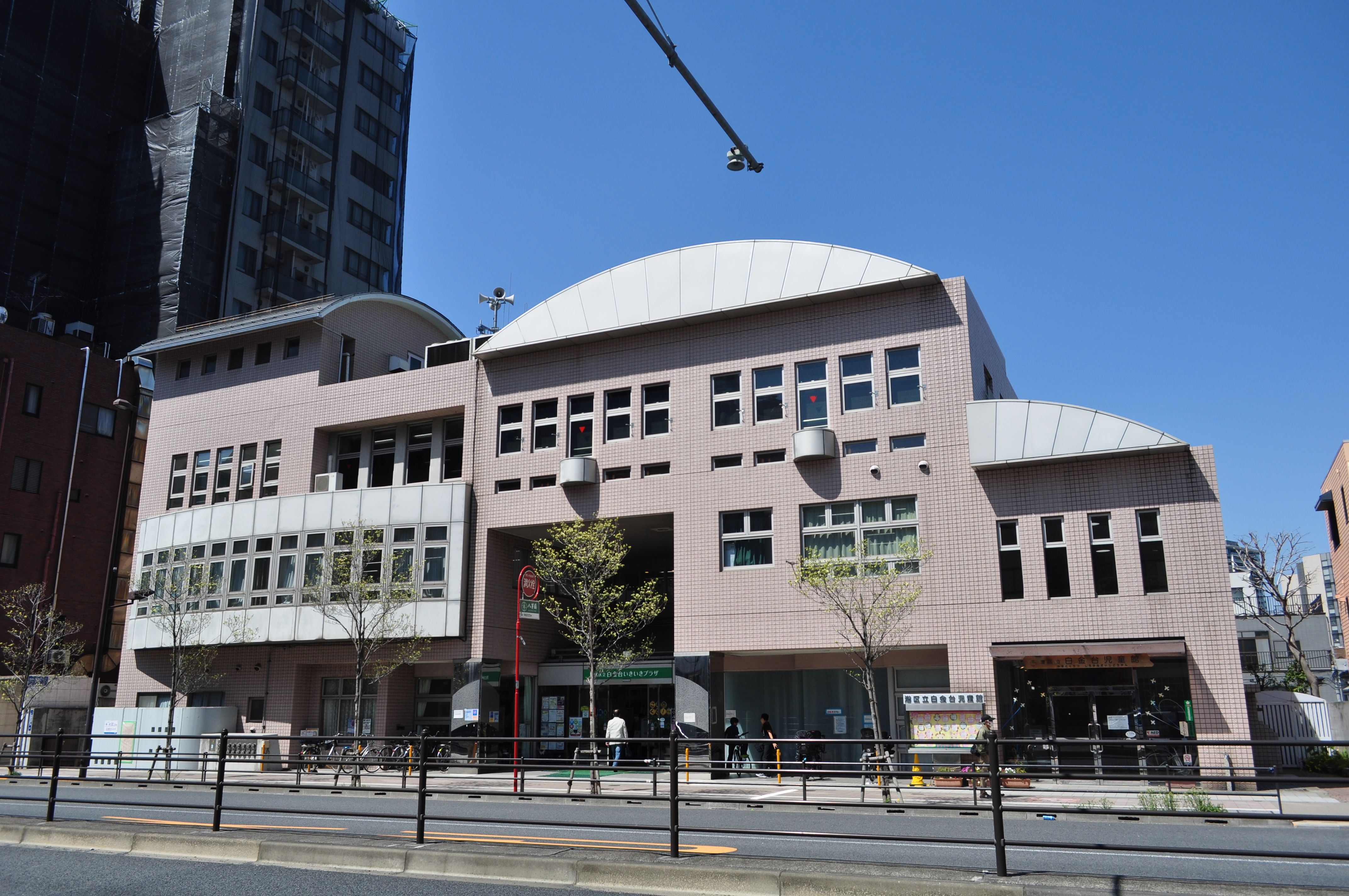
港区立白金台児童館（2018年3月30日撮影）
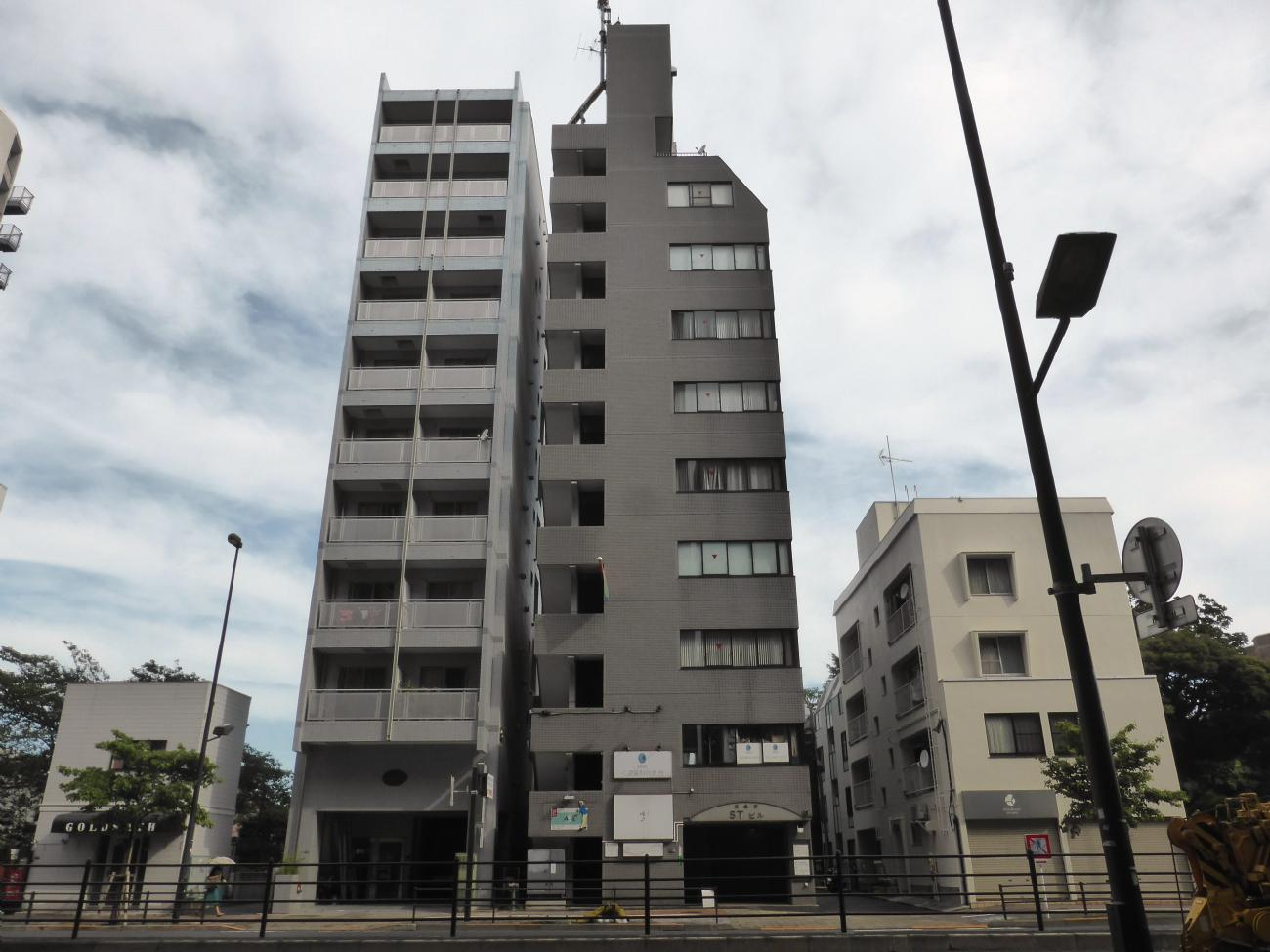
エリトリア大使館などが入居する白金台STビル

### 白金台五丁目
- 国立科学博物館附属自然教育園
- 白金長者屋敷跡

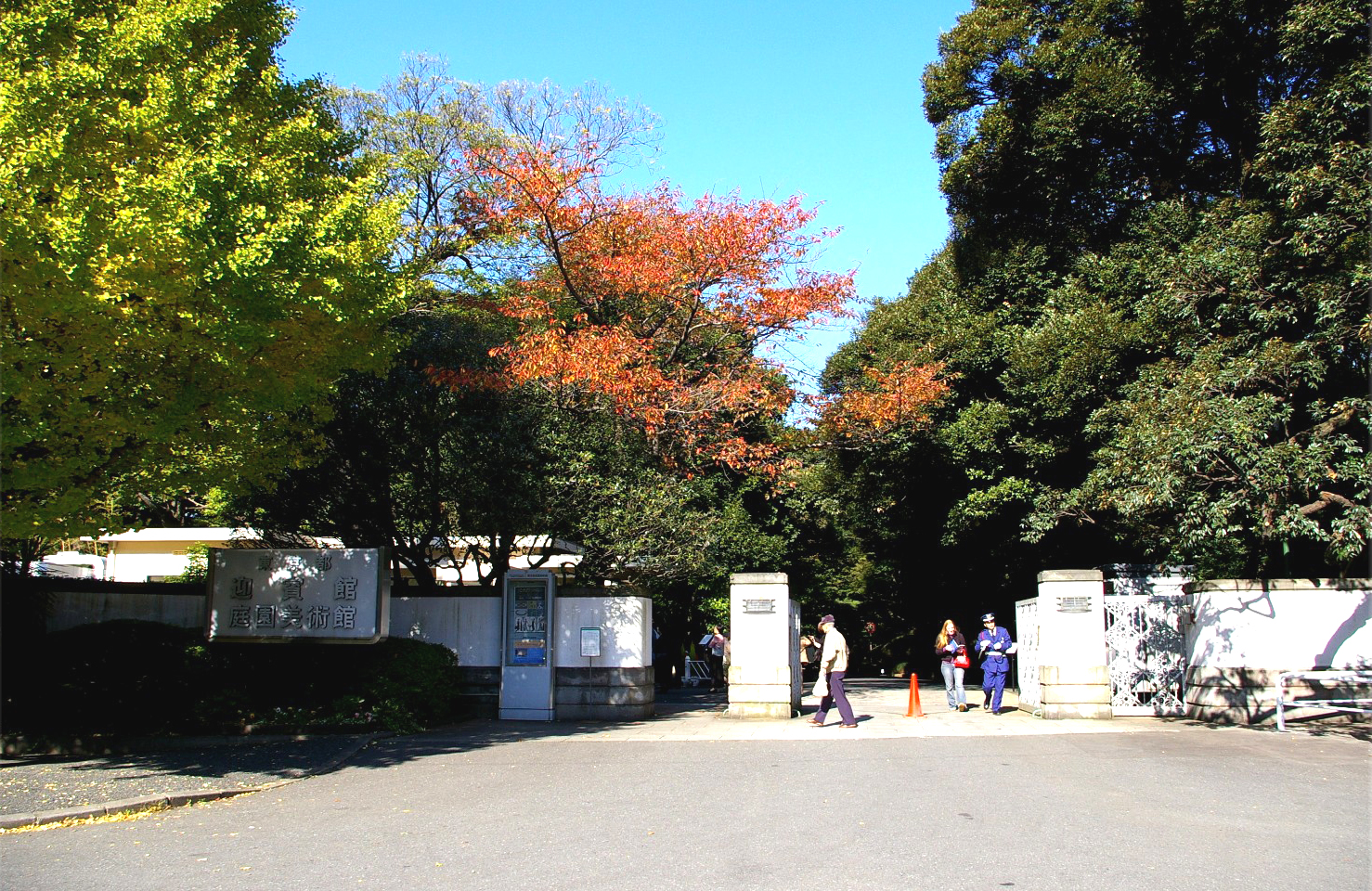
東京都庭園美術館
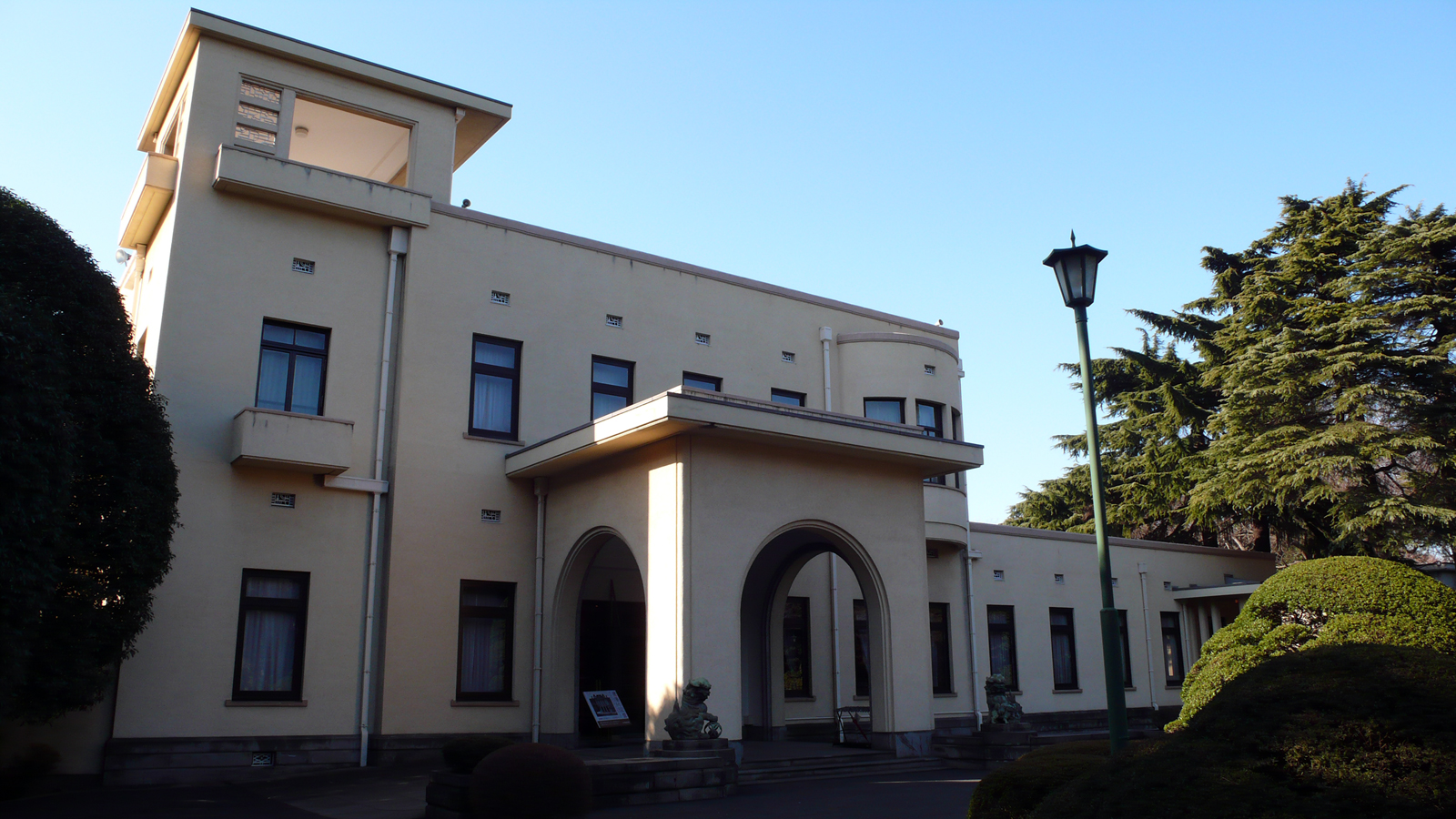
松岡美術館
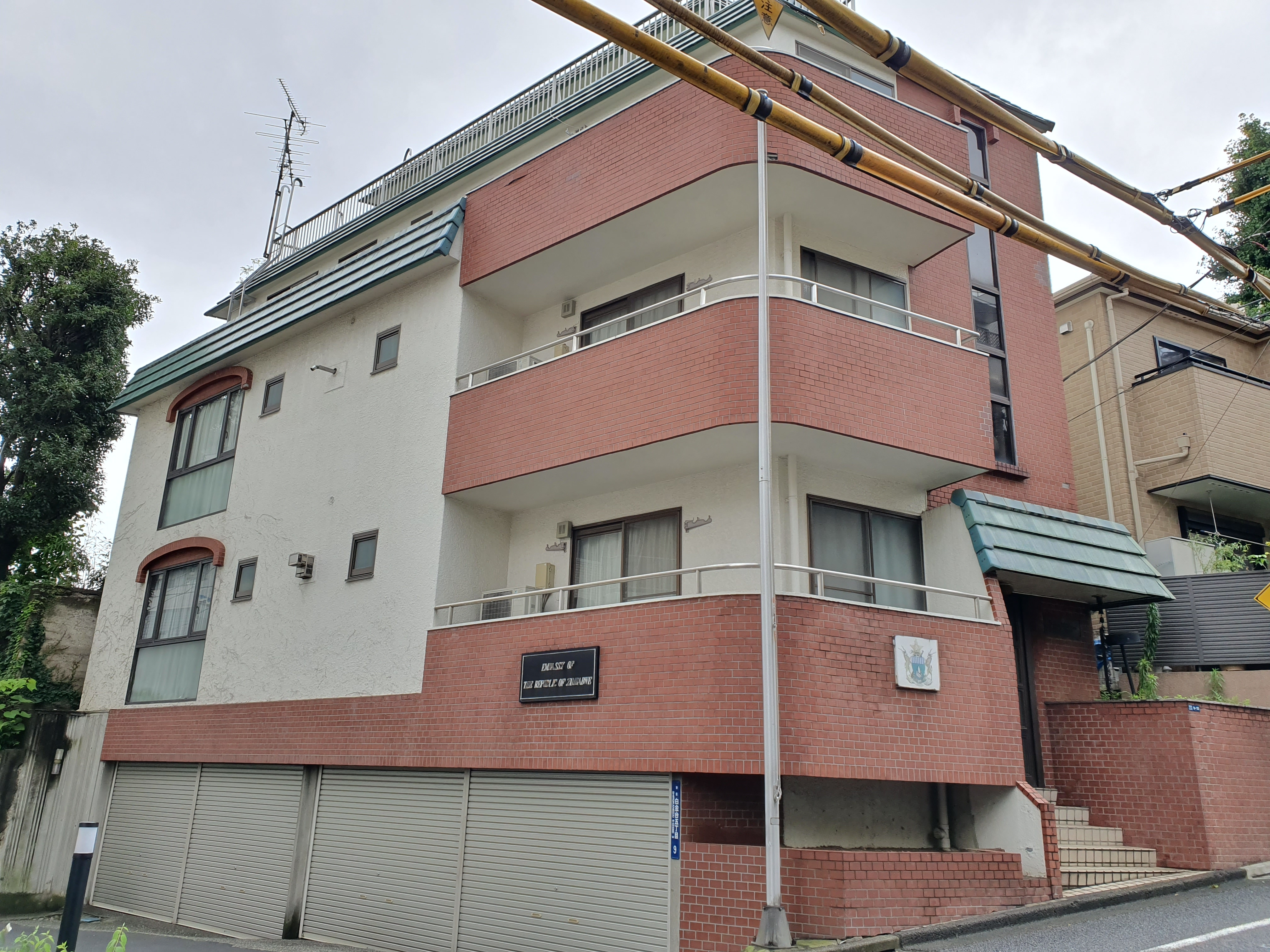
ジンバブエ大使館
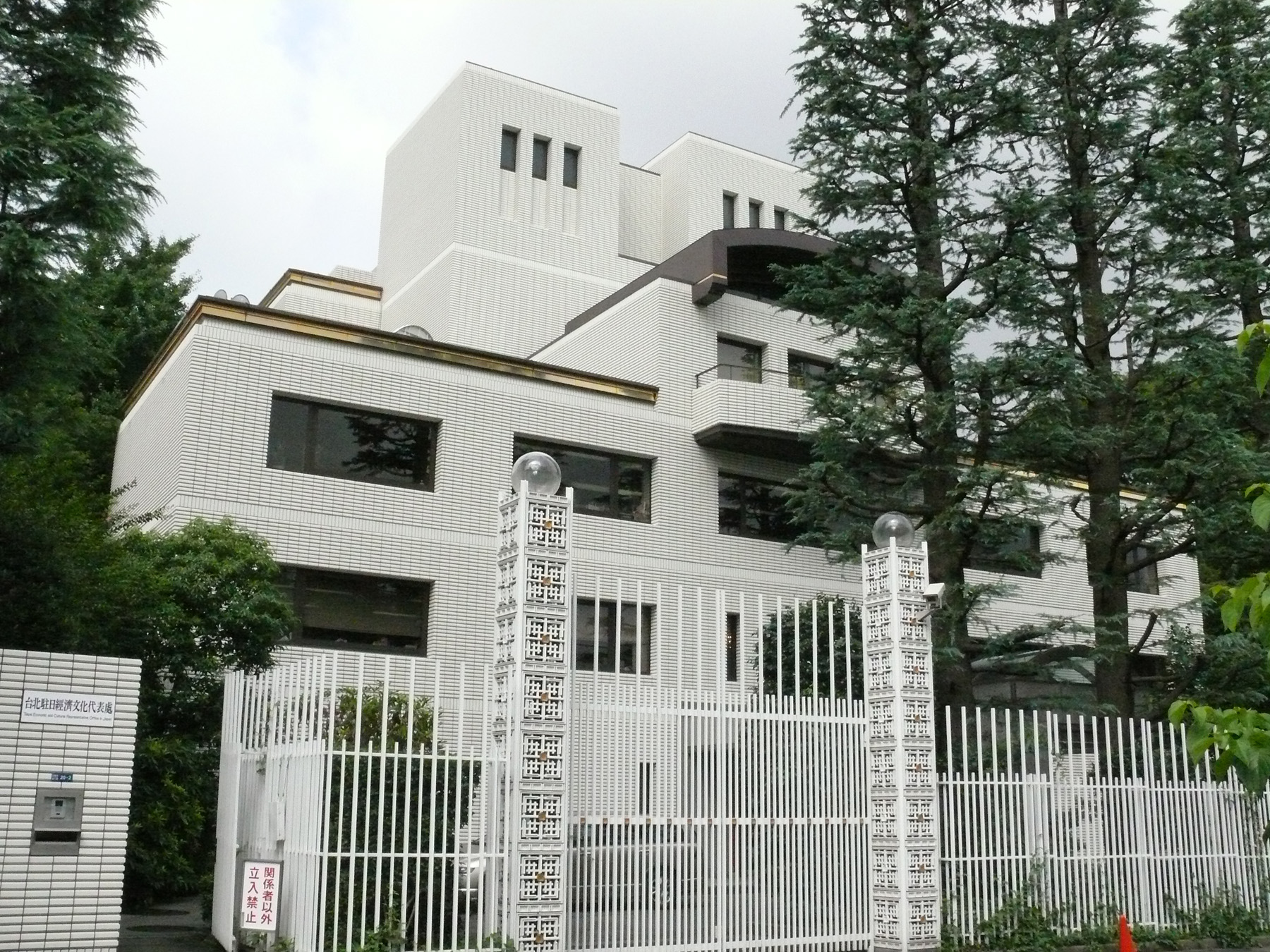
台北駐日経済文化代表処
- 白金台どんぐり児童遊園
- 日東坂

- 東京都庭園美術館正門
- 旧：朝香宮邸
- ジンバブエ大使館
- 台北駐日経済文化代表処

### 鉄道
- 白金台駅（ 東京メトロ南北線・ 都営地下鉄三田線）
- 高輪台駅（ 都営地下鉄浅草線）

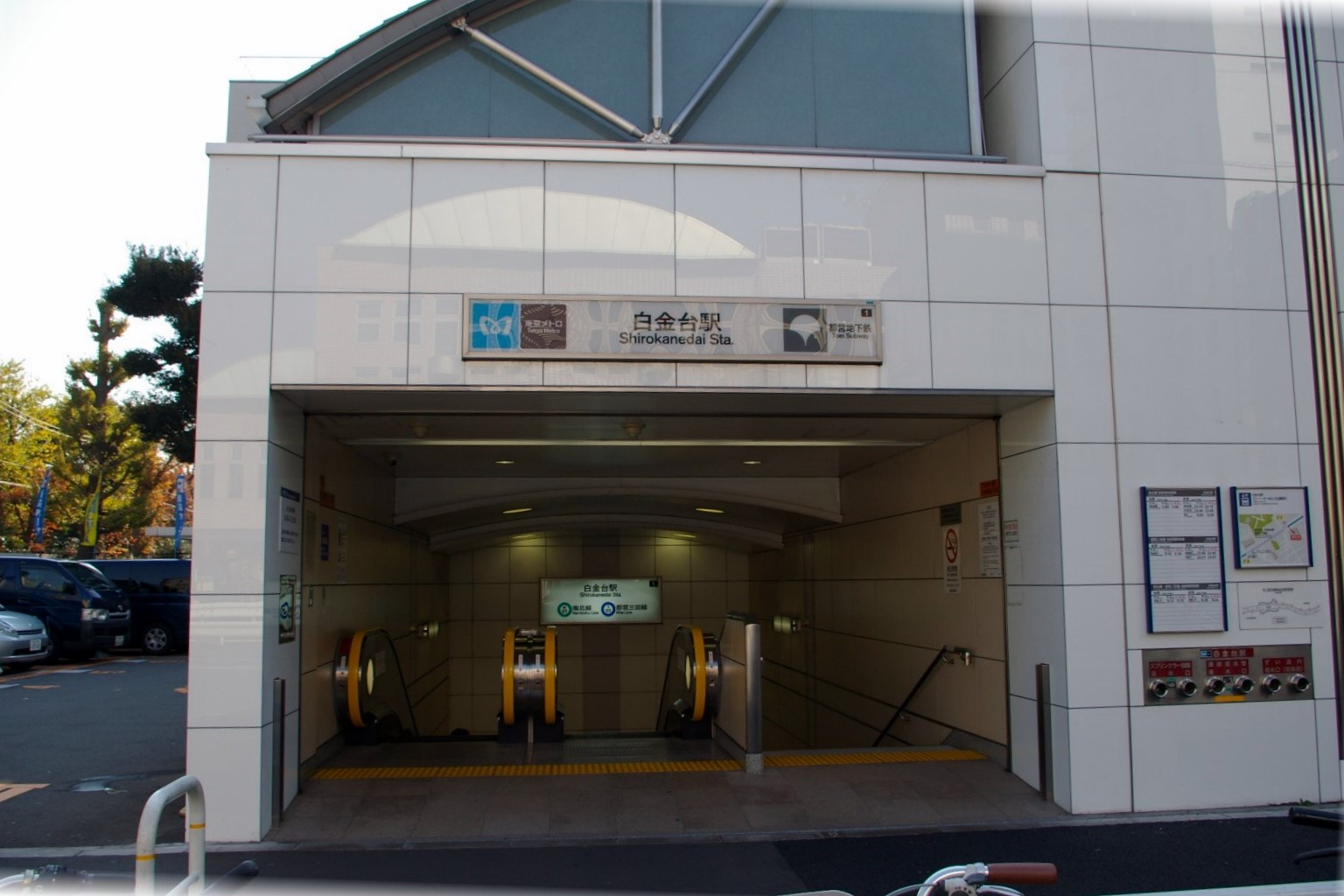
白金台駅

### 道路
- 首都高速2号目黒線目黒出入口
- 目黒通り（東京都道312号白金台町等々力線）
- 桜田通り（国道1号）
- 外苑西通り（東京都道418号北品川四谷線）

## その他

### 日本郵便
- 郵便番号 : 108-0071[4]（集配局 : 高輪郵便局[19]）。

## ゆかりのある人物
- 有島重武（公明党所属の衆議院議員） - 住所が白金台2丁目[20]。